# Station Winterberg (Westf)
Station Winterberg (Westf) is een spoorwegstation in de Duitse plaats Winterberg. Het station werd in 1906 geopend.